# Аренд Лейпхарт
Аренд Лейпхарт (в інших джерелах Лейпгарт, англ. Arend d'Angremond Lijphart, народився 17 серпня 1936 р.) — американський політолог голландського походження, професор політичних наук Каліфорнійського університету в Сан-Дієго, фахівець в області порівняльних політичних досліджень, виборчих систем та демократичних інститутів.
У 1963 році отримав ступінь доктора політичних наук у Єльському університеті. Виходячи зі взаємодії типу виборчої системи і форми правління на основі емпіричних досліджень досвіду політичного розвитку Австрії, Бельгії, Канади, Нідерландів і Швейцарії, запропонував ще один підхід до типологізації політичних режимів:
- президенсько-мажоритарний (США);
- парламентсько-мажоритарний (Велика Британія, Нова Зеландія, Австралія);
- парламентсько-пропорційний (Австрія, Бельгія, Данія, Фінляндія, Німнччина, Італія з 1896 року., Нідерланди, Норвегія, Швеція);
- президентсько-пропорційний (країни Латинської Америки).